# SeeYa
SeeYa (Hangul: 씨야)(viết tắt của See You Always) là một nhóm nhạc nữ Hàn Quốc ban đầu được tạo thành từ các thành viên: Kim Yeonji, Lee Boram, và Nam Gyuri. Năm 2009, Nam Gyuri rời nhóm để theo đuổi sự nghiệp hát đơn, cô được thay thế bởi Lee Soomi cho đến năm 2010. Sau đó nhóm tiếp tục hoạt động với bộ đôi: Kim Yeonji và Lee Boram cho đến khi tan rã năm 2011. Khi ra mắt, họ được coi giống như phiên bản nữ của SG Wannabe.

## Lịch sử
Album đầu tay của họ, "The First Mind" được phát hành vào ngày 24 tháng 2 năm 2006. và cho ra mắt đĩa đơn "A Woman's Scent" và "Shoes", bài hát "Crazy Love Song" cho phim The Invisible Man.
Album thứ hai của họ Lovely Sweet Heart, được phát hành vào ngày 25 tháng 5 năm 2007. Album bán được 81.723 bản trong năm 2007, trở thành album bán chạy thứ năm ở Hàn Quốc trong năm đó, theo Hiệp hội Công nghiệp âm nhạc của Hàn Quốc. Đĩa đơn đầu tiên "Love's Greeting", đã giành giải thưởng tại Golden Disk Awards và giải thưởng MKMF Awards năm 2007.
Tháng 5, 2008, SeeYa đã hợp tác cùng Davichi, Black Pearl phát hành một đĩa đơn là "Blue Moon".
Vào tháng 4 năm 2009, SeeYa được quản lý và điều hành bởi Core Contents Media - công ty con của Mnet Media. Sau đó Nam Gyuri đã ngừng tham gia vào các hoạt động của nhóm. Nam Gyuri tuyên bố hợp đồng của cô đã kết thúc và cô ấy đã không còn ràng buộc với công ty hoặc SeeYa. Trên blog của mình, cô ấy ám chỉ người đứng đầu của Core Contents Media là "ma quỷ" và cáo buộc các thành viên khác của nhóm làm cô ấy cảm thấy cô đơn.
Tháng 5, 2009, SeeYa hợp tác cùng Davichi và T-ara để phát hành đĩa đơn "Women's Generation/Eternal Love." Tính đến 08 tháng 6 năm 2009, "Women's Generation" đã đứng đầu các bảng xếp hạng nhạc di động trong bốn tuần liên tiếp và đứng thứ 4 trong tải nhạc di động năm 2009.
Ngày 15 tháng 7 năm 2009, Core Contents Media thông báo Nam Gyu Ri sẽ trở lại hoạt động cùng nhóm. Tuy nhiên không lâu sau, Core Contents Media lại thông báo Nam Gyu Ri sẽ chính thức rời nhóm vào ngày 13 tháng 8 năm 2009. Gyu Ri thông báo rằng cô rời nhóm để tập trung vào sự nghiệp diễn xuất của mình và không có ý định tiếp tục làm ca sĩ. Tuy nhiên trong thực tế, Gyu Ri Nam đã tiếp tục ca hát như một nghệ sĩ solo ngay sau khi tìm được quản lý mới.. Sau đó, Gyu Ri được thay thế bởi Lee Soomi. Họ cho ra mắt mini-album mới: "Rebloom" vào 28 tháng 10 năm 2009
Sau khi kết thúc chương trình quảng bá cho "Rebloom", SeeYa hợp tác cùng Davichi và T-ara phát hành ca khúc "Wonder Woman" vào tháng 7 năm 2010. Trong 4, SeeYa phát hành ca khúc "Touch My Heart" làm nhạc nền cho bộ phim "Personal Taste".
Ngày 23 tháng 7 năm 2010, Core Contents Media thông báo rằng Lee Soomi sẽ rời SeeYa để tham gia vào nhóm mới Co-Ed School, SeeYa tiếp tục hoạt động với 2 thành viên.
Ngày 13 tháng 12 năm 2010, Core Content Media tuyên bố SeeYa sẽ giải tán sau khi phát hành album tiếp theo của họ. Core Content Media tuyên bố quyết định được thực hiện dựa trên yêu cầu của các thành viên. Tuy nhiên, nhiều người tỏ ra nghi ngờ về điều này. 
Nam Gyuri quyết định tham gia cùng các thành viên cũ trong chương trình quảng bá cuối cùng của họ. SeeYa phát hành album cuối cùng của họ vào ngày 10 tháng 1 năm 2011: "See You Again" - một album tổng hợp với hai ca khúc mới. Nhóm giải tán sau màn trình diễn cuối cùng (bao gồm cả Gyuri) vào ngày 30 tháng 1 năm 2011, trên sân khấu Inkigayo. Trong tháng 11 năm 2012, Core Content Media ra mắt một nhóm mới dựa trên mô hình của SeeYa dưới tên The SeeYa.

## Danh sách các cựu thành viên
| Nghệ danh | Tên khai sinh | Ngày sinh                | Nơi sinh            | Vị trí đảm nhiệm                                                                            |
| Gyuri     | Nam Gyuri     | 26 - 4 - 1985 (35 tuổi)  | Seoul - Hàn Quốc    | Trưởng nhóm, Nhảy chính, Hát dẫn, Rap dẫn, Trực quan, Vị trí trung tâm, Gương mặt đại diện. |
| Yeonji    | Kim Yeonji    | 30 - 10 - 1986 (34 tuổi) | Anyang - Hàn Quốc   | Hát chính.                                                                                  |
| Boram     | Lee Boram     | 17 - 2 - 1987 (33 tuổi)  | Seongnam - Hàn Quốc | Hát dẫn.                                                                                    |
| Soomi     | Lee Soomi     | 3 - 3 - 1989 (31 tuổi)   | Seoul - Hàn Quốc    | Rap chính, Hát dẫn, Nhảy dẫn, Em út.                                                        |
| --------- | ------------- | ------------------------ | ------------------- | ------------------------------------------------------------------------------------------- |

## Danh sách đĩa nhạc

### Albums phòng thu
| Năm  |  | Thông tin album                                                          | Xếp hạng cao nhất | Bán      |
| ---- |  | ------------------------------------------------------------------------ | ----------------- | -------- |
| 2006 |  | The First Mind - Phát hành: 24 tháng 2 năm 2006 - Nhãn: Poibos Co. Ltd   |                   | 107,928+ |
|      |  |                                                                          |                   |          |
| 2007 |  | Lovely Sweet Heart - Phát hành: 25 tháng 5 năm 2007 - Nhãn: Poibos Co.   | 2                 | 81,723   |
|      |  |                                                                          |                   |          |
| 2008 |  | California Dream - Phát hành: 2 tháng 1 năm 2008 - Nhãn: Poibos Co. Ltd  |                   | 22,352+  |
| 2008 |  |                                                                          |                   |          |
| 2008 |  | Brilliant Change - Phát hành: 26 tháng 9 năm 2008 - Nhãn: Poibos Co. Ltd |                   | 25,711+  |

### Mini albums
| Năm  | Thông tin album                                                  |
| ---- | ---------------------------------------------------------------- |
| 2009 | Rebloom - Phát hành: 26 tháng 10 năm 2009 - Nhãn: Poibos Co. Ltd |

### Compilations
| Năm  | Thông tin album                                                                                    |
| ---- | -------------------------------------------------------------------------------------------------- |
| 2007 | All Star: Composer Jo Young Soo Project Album 1st - Phát hành: 2 tháng 2 năm 2007 - Nhãn: CJ Music |
| 2008 | All Star: 2nd album Vol.4 - SEEYA & LEEJIHYE - Phát hành: 20 tháng 3 năm 2008 - Nhãn: CJ Music     |
| 2011 | See You Again [Last Album] - Phát hành: 21 tháng 1 năm 2011 - Nhãn: Core Contents Media/Mnet Media |

## Giải thưởng
| Năm  | Giải thưởng |
| ---- | --- |
| 2006 | - 13th Korea Entertainment Art Awards: Female Group Singer Award - 3rd Asia Song Festival - Best Asian Artist - 2006 M.net KM Music Festival: Best O.S.T. Award - 16th Seoul Music Awards: New Artist Award - 21st Golden Disk Awards: New Artist Award - 2006 SBS Music Awards: New Female Artist Award |
| 2007 | - 2007 M.net KM Music Festival: Best Female Group - 22nd Golden Disk Awards: Bonsang |
| 2008 | - 17th Seoul Music Awards: Bonsang |